# Saint-Bonnet-en-Champsaur

Saint-Bonnet-en-Champsaur este o comună în departamentul Hautes-Alpes, Franța. În 1 ianuarie 2018 avea o populație de 1.732 de locuitori.